# Lintong

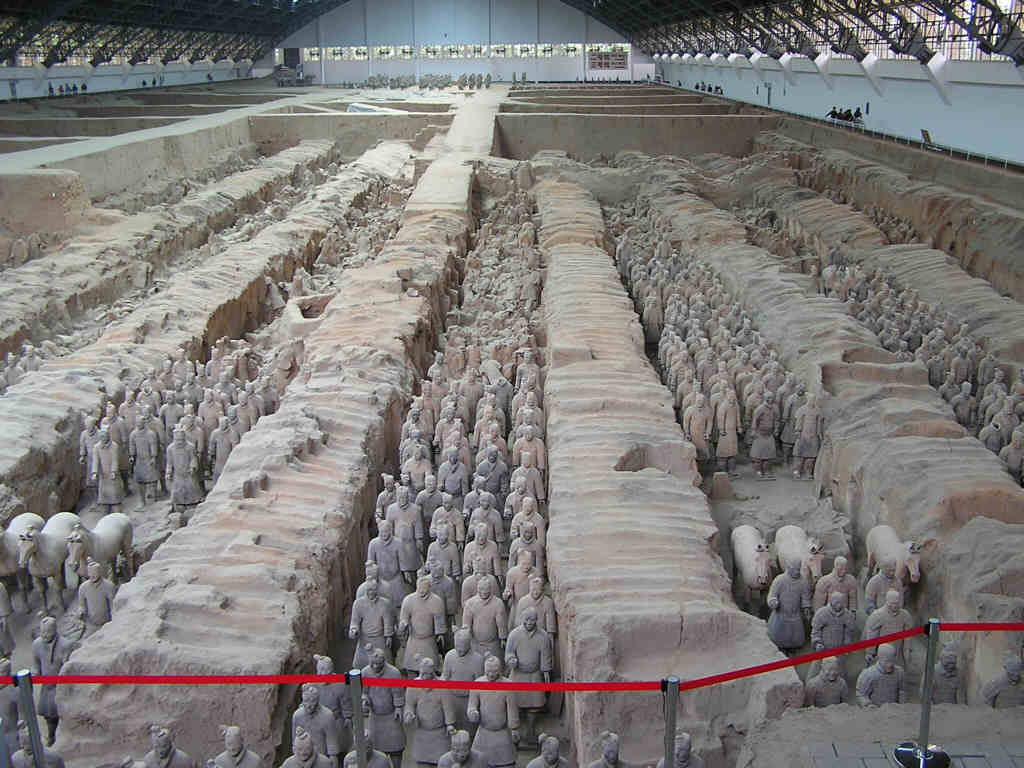
Terrakotta-Armee

Lintong (臨潼區 / 临潼区,  Líntóng Qū) ist ein Stadtbezirk der Unterprovinzstadt Xi’an in der chinesischen Provinz Shaanxi. Er hat eine Fläche von 916,1 km² und zählt 675.961 Einwohner (Stand: Zensus 2020).
In Litong befindet sich das Mausoleum Qin Shihuangdis, eines der größten Grabbauten weltweit und bekannt für seine Soldatenfiguren, die Terrakotta-Armee. 
Außerdem liegen der Schauplatz des Zwischenfalls von Xi’an, die Ruinen des Huaqing-Palastes, und die neolithische Siedlungen Jiangzhai und Kangjia im Stadtbezirk, die alle auf der Liste der Denkmäler der Volksrepublik China stehen.
Die Longhai-Bahn verbindet Lintong mit Lanzhou und Lianyungang.